# 19 (album của Adele)
19 là album đầu tay của nữ ca sĩ-người viết bài hát người Anh Adele. Album được phát hành vào ngày 28 tháng 1 năm 2008, một tuần sau khi đĩa đơn chủ đạo "Chasing Pavements" ra mắt. Album xuất phát trên UK Albums Chart ở vị trí quán quân ngay trong tuần đầu tiên.
Tại lễ trao giải Grammy lần thứ 51, Adele giành Giải Grammy cho Nghệ sĩ mới xuất sắc nhất. "Chasing Pavements" cũng được đề cử ba giải và giành về cho Adele Giải Grammy cho Trình diễn giọng pop nữ xuất sắc nhất. Track cuối cùng của album, "Hometown Glory", được Adele viết trong 10 phút sau khi mẹ cô cố thuyết phục cô rời quê nhà West Norwood ở Luân Đôn để đi học đại học. Vào năm 2010, bài hát được đề cử giải Grammy cho Trình diễn giọng pop nữ xuất sắc nhất.
19 nhìn chung nhận được nhiều ý kiến tích cực từ giới phê bình khi Billboard nhận xét "Adele thực sự có tiềm năng trở thành một trong số các nghệ sĩ truyền cảm hứng và được trân trọng nhất trong thế hệ của cô ấy." Album được chứng nhận bạch kim bảy lần tại Anh và hai lần tại Hoa Kỳ. Lượng bán ra của album ước đạt con số 7 triệu bản.

## Bối cảnh
Adele thu âm bài hát "Make You Feel My Love" của Bob Dylan the lời gợi ý từ quản lý của cô Jonathan Dickins, người rất yêu mến ca khúc này. Vào tháng 7 năm 2008 Adele từng nói với nhạc sĩ soul Anh Quốc Pete Lewis rằng lý do cho tên album '19' là để phản ánh tuổi của cô khi cô đang sáng tác nó: "Tôi láng máng nhớ rằng mình đã trưởng thành như thế nào vào thời điểm đó. Và tôi nghĩ các bài hát là minh chứng cho điều đó."

## Ý kiến phê bình
| Đánh giá chuyên môn | Đánh giá chuyên môn |
| Điểm trung bình     | Điểm trung bình     |
| Nguồn               | Đánh giá            |
| ------------------- | ------------------- |
| Metacritic          | 68/100              |
| Nguồn đánh giá      |                     |
| Nguồn               | Đánh giá            |
| AllMusic            | [ 12 ]              |
| Digital Spy         | [ 13 ]              |
| The Guardian        | [ 14 ]              |
| The Independent     | [ 15 ]              |
| Robert Christgau    | [ 16 ]              |
| NME                 | 5/10                |
| PopMatters          | 8/10                |
| The Observer        | [ 19 ]              |
| The Sun             | [ 20 ]              |
| The Times           | [ 21 ]              |

19 nhìn chung nhận được ý kiến tích cực từ giới phê bình. Album được chấm 68 trên 100 theo 19 nhận xét trên Metacritic. Vào ngày 3 tháng 12 năm 2008, Adele nhận được bốn đề cử Grammy: Nghệ sĩ mới xuất sắc nhất cũng như Thu âm của năm, Bài hát của năm và Trình diễn giọng pop nữ xuất sắc nhất cho "Chasing Pavements" và chiến thắng tại hai trên bốn đề cử. Một năm sau cô nhận tiếp một đề cử thứ hai ở hạng mục Trình diễn giọng pop nữ xuất sắc nhất cho "Hometown Glory", nhưng để tuột mất chiến thắng vào tay bài hát "Halo" của Beyoncé. The Observer đánh giá rất cao album với bình luận: "Nổi bật trên hết là cách cô ấy kéo dãn các nguyên âm, cách phân nhịp giàu cảm xúc và ấn tượng, niềm vui thích đầy thuần khiết trong chất giọng của cô; chút nghi ngờ khi cô ấy là một" và cho album 5 sao trên 5. BBC Music cũng cho album nhiều nhận xét tích cực với bình luận: "Với chút gì đó blues, folk và jazz, cô ấy đã mang đến cho mọi người một điều gì đó mà chẳng cần phải theo bất kì xu hướng nào cả. Giai điệu của cô ấy tỏa ra sự ấm áp, tiếng hát đôi khi khiến người ta chết lặng và, trong một Hometown Glory đầy xúc động, một Cold Shoulder sôi nổi (bất ngờ gợi lại Massive Attack thời hợp tác với Shara Nelson) và bản piano tầm cỡ Make You Feel My Love, cô có những bài hát khiến Lily Allen và Kate Nash trở nên hết sức bình thường." Tuy nhiên album cũng nhận nhiều ý kiến trái ngược. Uncut cho rằng "Adele chắc chắn có khả năng ca hát, nhưng '19' gây cảm giác của một kẻ săn lùng xu hướng của A&R đang tìm kiếm một để ký hợp đồng với một Amy Mới và không dừng lại tới khi tìm ra đúng cô nàng ở Nam London để hoàn thành nhiệm vụ". NME nhận xét album "thực sự, như cách '19' biểu đạt, rõ ràng là các mối liên quan tới Amy rất ít [...] Mặc dù đã có những dấu hiệu ban đầu, album không thể tự ngăn nó sụp đổ bởi sức nặng từ kì vọng". People chấm album 4 trên 4 sao, chỉ ra rằng "với một giọng hát xuất sắc, dày mà không cứng, mạnh mẽ và bí hiểm, khó tin là cô gái này chưa qua tuổi teen." Với điểm B-, Entertainment Weekly đánh giá rằng "các bài hát của Adele không sắc như Duffy...Nhưng xuyên suốt tiếng hát của cô vẫn rất đáng chú ý." Chuck Taylor của Billboard cho rằng "Adele thực sự có tiềm năng trở thành một trong số các nghệ sĩ truyền cảm hứng và được trân trọng nhất trong thế hệ của cô ấy."

## Diễn biến xếp hạng
Tại Anh Quốc album xuất phát ở vị trí quán quân. Tại Hoa Kỳ 19 debut ở vị trí 56 và duy trì ở nửa sau bảng xếp hạng Billboard 200 trong nhiều tuần liên tiếp. Sau màn thể hiện trong chương trình Saturday Night Live album vươn lên vị trí 46 và một tuần sau là vị trí thứ 11 với 25.000 bản được tiêu thụ. Vào năm 2009, sau khi chiến thắng 2 giải Grammy, album vươn lên vị trí thứ 10 trên Billboard 200 và đạt doanh số 843.880 bản. Vào tháng 2 năm 2012, 19 vươn lên vị trí thứ 4 trên Billboard 200 và tới nay đã được chứng nhận bạch kim 2 lần bởi Hiệp hội Công nghiệp ghi âm Hoa Kỳ. Tính đến 24 tháng 4 năm 2011, 19 giữ vị trí quán quân trên bảng xếp hạng Top Pop Catalog Albums trong 9 tuần, trở thành album thứ ba của một nghệ sĩ nữ có thể giữ vị trí đầu bảng lâu đến vậy trong 20 năm gần nhất. Một tuần sau album tiếp tục giữ vị trí này và trở thành album đầu tiên kể từ Thriller 25 của Michael Jackson vào năm 2008 giữ vị trí đầu bảng trong 10 tuần. Hai tháng sau 19 từ vị trí 27 lên vị trí thứ 16 trên Billboard 200, và lần thứ 16 đứng đầu trên Top Pop Catalog Albums. Trong tuần lễ ra mắt album 21, 19 trở lại UK Albums Chart ở vị trí số 4 với doanh số 25.419 bản. Một tuần sau vào ngày 6 tháng 2 năm 2011 album duy trì vị trí này trên bảng xếp hạng với thêm 27.660 bản được bán ra. 19 là album bán chạy thứ hai của năm 2011 tại Anh chỉ sau chính 21 khi nó gấp ba lần con số 7 tuần không liên tục trong top 10 của năm 2008 với 21 tuần liên tiếp của năm 2011. Tính đến tháng 2 năm 2012, 19 vượt qua con số 2 triệu bản tại Anh Quốc. Tại Ireland, nhờ thành công của 21, album trở lại vị trí cao nhất trước đây (thứ 3) sau ba năm vào ngày 18 tháng 3 năm 2011. Album tiến lên vị trí nhì bảng hai tuần sau đó và giữ vị trí đó ngay sau 21 trong 6 tuần không liên tiếp. Album debut ở vị trí thứ 16 trên New Zealand Albums Chart nhờ ảnh hưởng của 21 và đạt cao nhất ở vị trí số 3. Trong suốt năm 2012, 19 là album bán chạy thứ 10 tại Hoa Kỳ, giúp Adele có 2 album trong top 10 (21 số một).

## Quảng bá
Adele bắt đầu quảng bá cho 19 vào ngày 7 tháng 12 năm 2007 khi biểu diễn "Chasing Pavements" tại chương trình Friday Night with Jonathan Ross. Cô cũng biểu diễn ở nhiều chương trình lớn trên thế giới như Richard & Judy, Lily Allen and Friends, The View, Late Night with Conan O'Brien, Saturday Night Live, The Xtra Factor, Loose Women, The Tonight Show with Jay Leno, The Ellen DeGeneres Show, Giải Grammy lần thứ 51, Ugly Betty, Top of the Pops, Dancing with the Stars và nhiều chương trình khác.
Cô cũng mở một chuyến lưu diễn An Evening with Adele, bắt đầu từ tháng 1 năm 2008 tới 12 tháng 7 năm 2009.

## Danh sách bài hát
| STT | Nhan đề                  | Sáng tác                                                        | Sản xuất    | Thời lượng |
| --- | ------------------------ | --------------------------------------------------------------- | ----------- | ---------- |
| 1.  | "Daydreamer"             | Adele Adkins                                                    | Jim Abbiss  | 3:41       |
| 2.  | "Best for Last"          | Adkins                                                          | Abbiss      | 4:19       |
| 3.  | "Chasing Pavements"      | Adkins, Eg White                                                | Eg White    | 3:31       |
| 4.  | "Cold Shoulder"          | Adkins, Sacha Skarbek                                           | Mark Ronson | 3:12       |
| 5.  | "Crazy for You"          | Adkins                                                          | Abbiss      | 3:28       |
| 6.  | "Melt My Heart to Stone" | Adkins, Eg White                                                | White       | 3:24       |
| 7.  | "First Love"             | Adkins                                                          | Abbiss      | 3:10       |
| 8.  | "Right as Rain"          | Adkins, Leon Michels, Jeff Silverman, Nick Movshon, Clay Holley | Abbiss      | 3:17       |
| 9.  | "Make You Feel My Love"  | Adkins, Bob Dylan                                               | Abbiss      | 3:32       |
| 10. | "My Same"                | Adkins                                                          | Abbiss      | 3:16       |
| 11. | "Tired"                  | Adkins, Eg White                                                | White       | 4:19       |
| 12. | "Hometown Glory"         | Adkins                                                          | Abbiss      | 4:31       |

| Bản đặc biệt Đài Loan | Bản đặc biệt Đài Loan                   | Bản đặc biệt Đài Loan |
| STT                   | Nhan đề                                 | Thời lượng            |
| --------------------- | --------------------------------------- | --------------------- |
| 13.                   | "Chasing Pavements" (Video đi kèm thêm) |                       |

| Track bổ sung tại Nhật | Track bổ sung tại Nhật                                                 | Track bổ sung tại Nhật | Track bổ sung tại Nhật |
| STT                    | Nhan đề                                                                | Sáng tác               | Thời lượng             |
| ---------------------- | ---------------------------------------------------------------------- | ---------------------- | ---------------------- |
| 13.                    | "Painting Pictures"                                                    | Adkins                 | 3:34                   |
| 14.                    | "Now and Then"                                                         | Adkins                 | 3:24                   |
| 15.                    | "That’s It, I Quit, I'm Moving On (trực tiếp)" (hát lại của Sam Cooke) | Del Serino, Roy Alfred | 2:12                   |

| Đĩa bổ sung phiên bản giới hạn tại Hoa Kỳ | Đĩa bổ sung phiên bản giới hạn tại Hoa Kỳ                            | Đĩa bổ sung phiên bản giới hạn tại Hoa Kỳ   | Đĩa bổ sung phiên bản giới hạn tại Hoa Kỳ |
| STT                                       | Nhan đề                                                              | Sáng tác                                    | Thời lượng                                |
| ----------------------------------------- | -------------------------------------------------------------------- | ------------------------------------------- | ----------------------------------------- |
| 1.                                        | "Right as Rain" (trực tiếp)                                          | Adkins, Michels, Silverman, Movshon, Holley | 3:28                                      |
| 2.                                        | "Melt My Heart to Stone" (trực tiếp)                                 | Adkins, White                               | 3:21                                      |
| 3.                                        | "My Same" (trực tiếp)                                                | Adkins                                      | 3:02                                      |
| 4.                                        | "That's It, I Quit, I'm Movin' On" (hát lại trực tiếp của Sam Cooke) | Serino, Alfred                              | 2:21                                      |
| 5.                                        | "Chasing Pavements" (trực tiếp)                                      | Adkins, White                               | 3:49                                      |

| Đĩa bổ sung phiên bản mở rộng 2009 - Trực tiếp acoustic từ Hotel Café, Los Angeles | Đĩa bổ sung phiên bản mở rộng 2009 - Trực tiếp acoustic từ Hotel Café, Los Angeles | Đĩa bổ sung phiên bản mở rộng 2009 - Trực tiếp acoustic từ Hotel Café, Los Angeles | Đĩa bổ sung phiên bản mở rộng 2009 - Trực tiếp acoustic từ Hotel Café, Los Angeles |
| STT                                                                                | Nhan đề                                                                            | Sáng tác                                                                           | Thời lượng                                                                         |
| ---------------------------------------------------------------------------------- | ---------------------------------------------------------------------------------- | ---------------------------------------------------------------------------------- | ---------------------------------------------------------------------------------- |
| 1.                                                                                 | "Chasing Pavements"                                                                | Adkins White                                                                       | 3:52                                                                               |
| 2.                                                                                 | "Melt My Heart to Stone"                                                           | Adkins White                                                                       | 3:21                                                                               |
| 3.                                                                                 | "That's It, I Quit, I'm Movin' On"" (hát lại của Sam Cooke)                        | Serino Alfred                                                                      | 2:07                                                                               |
| 4.                                                                                 | "Crazy for You"                                                                    | Adkins                                                                             | 3:43                                                                               |
| 5.                                                                                 | "Right as Rain"                                                                    | Adkins Michels Silverman Movshon Holley                                            | 3:32                                                                               |
| 6.                                                                                 | "My Same"                                                                          | Adkins                                                                             | 3:05                                                                               |
| 7.                                                                                 | "Make You Feel My Love"                                                            | Dylan                                                                              | 3:52                                                                               |
| 8.                                                                                 | "Daydreamer"                                                                       | Adkins                                                                             | 3:41                                                                               |
| 9.                                                                                 | "Hometown Glory"                                                                   | Adkins                                                                             | 3:48                                                                               |
| 10.                                                                                | "Many Shades of Black" (Track bổ sung hợp tác với The Raconteurs)                  | Brendan Benson Jack White                                                          | 4:28                                                                               |

## Danh sách tham gia thực hiện album
- Adele Adkins – giọng ca chính, guitar (trong "Daydreamer", "Crazy for You" và "My Same"), guitar bass (trong "Best for Last"), celesta (trong "First Love"), cowbell (trong "Right as Rain")
- Jim Abbiss – glockenspiel, sản xuất, mixing
- Matt Allchin – guitar
- Helen Atkinson – kĩ sư trợ lý
- Pete Biggins - trống, bộ gõ ("trong Cold Shoulder")
- Neil Cowley – piano, organ hammond, wurlitzer
- Rosie Danvers – hòa âm bộ dây
- Tom Elmhirst – mixing
- Simon Hayes – trợ lý mixing
- Liam Howe – programming
- Sam Koppelman – glockenspiel
- Geoff Metcalfe – piano
- Serge Krebs – kĩ sư trợ lý, trợ lý mixing
- Matt Lawrence – kĩ sư
- Phil Lee – Chỉ đạo nghệ thuật, thiết kế, chụp ảnh
- Archibald Alexander MacKenzie – kĩ sư trợ lý, trợ lý mixing
- Will Malone – hòa âm bộ dây, chỉ huy bộ dây, sáng tác bộ dây
- Perry Mason – nhạc cụ bộ dây
- Dom Morley – kĩ sư
- Dan Parry – trợ lý mixing
- Matt Paul – trợ lý
- Jack Peñate – giọng bè
- Fergus Peterkin – trợ lý mixing
- Seb Rochford - trống (trong "My Same")
- Mark Ronson – sản xuất
- Louis "Kayel" Sharpe – trống (trong "Right As Rain")
- Jason Silver – keyboard
- Michael Tighe – guitar
- Eg White – hòa âm, sản xuất
- Richard Wilkinson – kĩ sư, mixing
- Stuart Zender – guitar bass
- Clay Wells Holley – kĩ sư

## Thứ tự đĩa đơn
Anh Quốc
- "Chasing Pavements"
- "Cold Shoulder"
- "Hometown Glory"
- "Make You Feel My Love"

châu Âu, Úc và Nhật Bản
- "Chasing Pavements"
- "Cold Shoulder"

Canada và Hoa Kỳ
- "Hometown Glory"
- "Chasing Pavements"

Tây Ban Nha
- "Chasing Pavements"

Đức
- "Chasing Pavements"

Hà Lan
- "Chasing Pavements"
- "Cold Shoulder"
- "Make You Feel My Love"
- "Hometown Glory"

## Xếp hạng
| Bảng xếp hạng (2008–12) | Vị trí cao nhất |
| ----------------------- | --------------- |
| Úc                      | 3               |
| Áo                      | 29              |
| Bỉ (Flanders)           | 9               |
| Bỉ (Wallonia)           | 38              |
| Canada                  | 4               |
| CH Séc                  | 10              |
| Đan Mạch                | 14              |
| Hà Lan                  | 1               |
| Phần Lan                | 26              |
| Pháp                    | 15              |
| Đức                     | 15              |
| Đức Độc lập             | 6               |
| Hy Lạp                  | 12              |
| Hungary                 | 25              |
| Ireland                 | 2               |
| Ý                       | 20              |
| México                  | 35              |
| Nhật                    | 38              |
| New Zealand             | 3               |
| Na Uy                   | 7               |
| Ba Lan                  | 9               |
| Bồ Đào Nha              | 27              |
| Nga                     | 15              |
| Tây Ban Nha             | 5               |
| Thụy Điển               | 11              |
| Thụy Sĩ                 | 15              |
| Anh Quốc                | 1               |
| Hoa Kỳ                  | 4               |

| Bảng xếp hạng (2008) | Vị trí |
| -------------------- | ------ |
| Bỉ (Flanders)        | 74     |
| Hà Lan               | 12     |
| Pháp                 | 166    |
| Anh Quốc             | 16     |
| Bảng xếp hạng (2009) | Vị trí |
| Hà Lan               | 1      |
| Anh Quốc             | 158    |
| Bảng xếp hạng (2010) | Vị trí |
| Hà Lan               | 77     |
| Anh Quốc             | 85     |
| Bảng xếp hạng (2011) | Vị trí |
| Úc                   | 11     |
| Hà Lan               | 2      |
| Pháp                 | 56     |
| Đức                  | 45     |
| Ireland              | 4      |
| New Zealand          | 8      |
| Ba Lan               | 60     |
| Tây Ban Nha          | 38     |
| Anh Quốc             | 4      |
| Hoa Kỳ               | 37     |
| Bảng xếp hạng (2012) | Vị trí |
| Úc                   | 70     |
| Argentina            | 34     |
| Bỉ (Flanders)        | 1      |
| Bỉ (Wallonia)        | 1      |
| Hà Lan               | 51     |
| Pháp                 | 58     |
| Đức                  | 94     |
| Hungary              | 96     |
| Ý                    | 75     |
| New Zealand          | 31     |
| Ba Lan               | 5      |
| Tây Ban Nha          | 19     |
| Hoa Kỳ               | 16     |
| Hoa Kỳ Catalog       | 1      |
| Bảng xếp hạng (2013) | Vị trí |
| Bỉ (Flanders)        | 3      |
| Bỉ (Wallonia)        | 6      |
| Hoa Kỳ               | 171    |

## Chứng nhận và doanh số
| Quốc gia                                                                           | Chứng nhận  | Số đơn vị/doanh số chứng nhận |
| ---------------------------------------------------------------------------------- | ----------- | ----------------------------- |
| Úc (ARIA)                                                                          | 2× Bạch kim | 140.000^                      |
| Bỉ (BEA)                                                                           | 2× Bạch kim | 60.000*                       |
| Đan Mạch (IFPI Đan Mạch)                                                           | Vàng        | 15.000^                       |
| Phần Lan (Musiikkituottajat)                                                       | Vàng        | 15.709                        |
| Đức (BVMI)                                                                         | Bạch kim    | 300.000^                      |
| Ý (FIMI)                                                                           | Vàng        | 35.000*                       |
| Hà Lan (NVPI)                                                                      | 5× Bạch kim | 300.000^                      |
| New Zealand (RMNZ)                                                                 | Bạch kim    | 15.000^                       |
| Tây Ban Nha (PROMUSICAE)                                                           | Bạch kim    | 80.000^                       |
| Anh Quốc (BPI)                                                                     | 7× Bạch kim | 2.100.000^                    |
| Hoa Kỳ (RIAA)                                                                      | 2× Bạch kim | 2.000.000^                    |
| Tổng hợp                                                                           |             |                               |
| Châu Âu (IFPI)                                                                     | 3× Bạch kim | 3.000.000*                    |
| * Chứng nhận dựa theo doanh số tiêu thụ. ^ Chứng nhận dựa theo doanh số nhập hàng. |             |                               |

## Lịch sử phát hành
| Khu vực    | Ngày                 | Định dạng          | Hãng đĩa                      |
| ---------- | -------------------- | ------------------ | ----------------------------- |
| châu Âu    | 25 tháng 1 năm 2008  | CD tải kĩ thuật số | XL Recordings                 |
| Úc         | 26 tháng 1 năm 2008  | CD tải kĩ thuật số | XL Recordings                 |
| Anh Quốc   | 28 tháng 1 năm 2008  | CD tải kĩ thuật số | XL Recordings                 |
| Hoa Kỳ     | 10 tháng 6 năm 2008  | CD tải kĩ thuật số | Columbia Records              |
| Ba Lan     | 24 tháng 11 năm 2008 | CD tải kĩ thuật số | XL Recordings                 |
| Brasil     | 6 tháng 6 năm 2011   | CD tải kĩ thuật số | Sony Music                    |
| Trung Quốc | 13 tháng 3 năm 2013  | CD                 | 星外星唱片 (Starsing Records) |